# Archidiecezja Olindy i Recife
Archidiecezja Olinda i Recife (łac. Archidioecesis Olindensis et Recifensis) – archidiecezja Kościoła rzymskokatolickiego w Brazylii. Należy do metropolii Olinda i Recife wchodzi w skład regionu kościelnego Nordeste II. Została erygowana przez papieża Innocentego XI bullą Ad sacram Beati Petri sedem w dniu 16 listopada 1676.
5 grudnia 1910 papież Pius X utworzył metropolię Olinda podnosząc diecezję do rangi archidiecezji. W 1918 zmieniono nazwę diecezji na obecną.